# Las Heras Airport
Las Heras Airport är en flygplats i Argentina.   Den ligger i provinsen Santa Cruz, i den södra delen av landet, 1 600 km sydväst om huvudstaden Buenos Aires. Las Heras Airport ligger 335 meter över havet.
Terrängen runt Las Heras Airport är platt. Trakten runt Las Heras Airport är nära nog obefolkad, med mindre än två invånare per kvadratkilometer.. Närmaste större samhälle är Las Heras, 2,3 km öster om Las Heras Airport.
Omgivningarna runt Las Heras Airport är i huvudsak ett öppet busklandskap.